# Monomma prolatum freresi
Monomma prolatum freresi es una subespecie de coleóptero de la familia Monommatidae.

## Distribución geográfica
Habita en Madagascar.